# Topeka (Illinois)
Topeka est une petite ville du comté de Mason, dans l'Illinois, aux États-Unis. Elle est incorporée le 10 avril 1869.

## Démographie
Lors du recensement de 2010, la ville comptait une population de 90 habitants. Elle est estimée, en 2016, à 71 habitants.

## Source de la traduction
- (en) Cet article est partiellement ou en totalité issu de l’article de Wikipédia en anglais intitulé « Topeka, Illinois » (voir la liste des auteurs).